# Theodore Duka
Theodore Duka ou Duka Tivadar (22 juin 1825 - 5 mai 1908) est un officier de l'armée hongroise, qui devient plus tard médecin au Royaume-Uni et travaille en Inde sur divers sujets, notamment la philologie.

## Biographie
Duka est née à Dukafalva, comté de Sáros, de Francis de Duka et Johanna, fille de Francis de Szechy. Il étudie au Collège luthérien d'Eperjes et étudie ensuite le droit à l'Université de Budapest. En 1848, il sert au gouvernement sous la direction de Lajos Kossuth, le ministre des Finances. Pendant la guerre, il rejoint l'armée nationale et devient aide de camp du général Artúr Görgey, commandant du 7e corps d'armée de l'armée nationale hongroise et participe aux actions de Világos en 1849 et à la première bataille de Komárom le 26 avril 1849. Duka et les autres Hongrois se rendent aux Russes mais sont libérés. Il traverse l'Allemagne et la France où il est aidé par István Türr. En 1850, il arrive à Londres et commence à étudier la médecine à l'hôpital St George. Sa capacité à parler plusieurs langues européennes l'aide à enseigner l'allemand et à étudier l'anglais à l'Institution Birkbeck. Grâce à l'influence de George Pollock, Duka reçoit une commission de chirurgien assistant dans l'armée du Bengale et sert à Monghyr, Patna, Shimla et Darjeeling. Il y étudie de nombreuses langues indiennes. Il collecte également des spécimens d'histoire naturelle, dont près de 500 peaux et œufs d'oiseaux qu'il envoie au Musée national hongrois. Il épouse la fille du révérend Charles Taylor à Calcutta le 14 janvier 1855 et prend sa retraite du service médical indien le 27 mars 1877 avec le grade de lieutenant-colonel.
Duka s'installe en Angleterre et consacre du temps à la recherche linguistique. Il est membre du Conseil de la Royal Asiatic Society et est président de la section tropicale du huitième Congrès international d'hygiène et de démographie en 1894. La Société publie, entre autres, un article scientifique de Duka sur les langues d'Asie centrale. Ses connaissances linguistiques sont mises à profit par la Société biblique britannique et étrangère, dont il est vice-président pendant de nombreuses années. L’un de ses livres porte sur la vie de son compatriote, Sándor Kőrösi Csoma, un pionnier des études tibétaines en Inde. Csoma a presque marché jusqu'en Inde dans sa quête pour déterminer si l'idée répandue à son époque selon laquelle la langue magyare dérive d'une langue d'Asie centrale, peut-être de celles parlées par les Ouïghours. Un autre ouvrage majeur de Duka est son Essai sur la grammaire Brahui (1885). Il s'intéresse à la langue brahui parce qu'elle est insulaire et extrêmement différente des langues environnantes où elle est parlée et ressemble à certains égards à la situation insulaire de la langue magyare,.
Duka est décédé à Bournemouth, en Angleterre, le 5 mai 1908.